# ケボラ (小惑星)
ケボラ (1540 Kevola) は小惑星帯に位置する小惑星。フィンランドの都市トゥルクで、リイシ・オテルマによって発見された。
トゥルクの東約35kmに位置する、ケボラ天文台（en:Kevola Observatory）に因んで命名された。